# Екзарация
Екзарация (на латински: exaratio, букв. разораване) се нарича ерозионното въздействие на ледник върху скалното му легло при движението надолу. Тя води до създаването на разнообразни релефни форми.
Ледникът се състои от пластичен материал, който тече. Скоростта зависи от наклона и тежестта на ледника. Тя варира от 0,2 м в денонощие за повечето европейски ледници до 2,5 – 3 м в Хималаите. Огромната тежест на ледника прави така, че при това движение долината се преудълбава, скалите се рушат и деформират. В тялото на ледника здраво се внедряват откъснатите камъни, които увеличават въздействието. Екзарацията се проявява по три начина:
- чрез разрушаване и отнасяне на раздробения или отслабен повърхностен материал;
- чрез корозия – разрушаване на здрави коренни скали от дъното и от страните на долината;
- чрез откъртване на големи каменни блокове и свличането им по склона.[2]

Колкото повече камъни увлича ледника, толкова по-голяма е разрушителната му дейност. От друга страна нееднаквата плътност деформира по различен начин повърхността. Ето защо дъното на долина, в която е имало ледник (известна като трогова или U-образна долина) е неравно. Виждат се заоблени издатини (овчи гърбици) и вдлъбнатини (екзарационни вани). По страничните скали личат дълбоки драскотини (до няколко см). В началото на ледниковите долини се оформят чашовидни вдлъбнатини – циркуси, а на границите между тях стърчат остри скалисти зъбери и върхове, наречени карлинги.